# Gérard Hallet
Pour les articles homonymes, voir Hallet.
Gérard Hallet est un footballeur français né le 4 mars 1946 à Sézanne (Marne). Il a joué comme milieu de terrain à Montluçon, avant de rejoindre  l'AJ Auxerre.

## Carrière de joueur
- avant 1965 : Sézanne
- 1965-1971 : EDS Montluçon
- 1971-1972 : Paris SG
- 1972-12/1972 : Paris FC
- 1973-1981 : AJ Auxerre[1]

## Palmarès
- International Amateur, Olympique
- Covainqueur des Jeux Méditerranéens en 1967 à Tunis
- Quart-de-finaliste aux Jeux olympiques en 1968
- Finaliste de la Coupe de France 1979 avec l'AJ Auxerre
- Champion de France de Division 2 en 1980 avec l'AJ Auxerre